# Городское поселение посёлок Витим
Городско́е поселе́ние посёлок Витим — муниципальное образование в Ленском районе Якутии Российской Федерации.
Административный центр — пгт Витим.

## История
Статус и границы городского поселения установлены Законом Республики Саха (Якутия) от 30 ноября 2004 года N 173-З N 353-III «Об установлении границ и о наделении статусом городского и сельского поселений муниципальных образований Республики Саха (Якутия)».

## Население
| 2011  | 2012  | 2013  | 2014  | 2015  | 2016  | 2017  |
| ----- | ----- | ----- | ----- | ----- | ----- | ----- |
| 4382  | ↗4441 | ↘4406 | ↘4366 | ↘4307 | ↘4206 | ↘4179 |
| 2018  | 2019  | 2020  | 2021  | 2023  |       |       |
| ↘4163 | ↘4024 | ↘3972 | ↘3406 | ↘3379 |       |       |

## Состав городского поселения
| № | Населённый пункт | Тип населённого пункта      | Население |
| - | ---------------- | --------------------------- | --------- |
| 1 | Витим            | пгт, административный центр | ↘3379     |